# Hadoard
Hadoard or Hadoardus fut un moine bénédictin de l'abbaye de Corbie au IXe siècle.

## Biographie
Hadoard étant prêtre, il aurait été le bibliothécaire (custos librorum) du scriptorium de l'Abbaye de Corbie, qui joua un rôle important dans la renaissance carolingienne. 
Hadoard est uniquement connu pour son Collectaneum, un florilège d'extraits d'ouvrages philosophiques antiques choisis dans une optique chrétienne et provenant pour les deux tiers de ceux de Cicéron, principalement du De officiis.